# George J. Mitchell
George John Mitchell, född 20 augusti 1933 i Waterville, Maine, är en amerikansk politiker och jurist. Han var demokraternas ledare i USA:s senat 1989-1995. Eftersom demokraterna var i majoritet hela denna period, var han majoritetsledare lika länge som han ledde den demokratiska gruppen.

## Biografi
Fadern, som också hette George John Mitchell, var arbetare och modern Mary Saad var en invandrare från Libanon. Mitchell avlade 1954 grundexamen vid Bowdoin College. Han avlade sedan 1961 juristexamen vid Georgetown University Law Center.
Mitchell var demokraternas kandidat i 1974 års guvernörsval i Maine. Han förlorade valet mot James B. Longley; för första gången i delstatens historia fick Maine en obunden guvernör.
Mitchell var domare i en federal domstol 1979-1980. Han tillträdde 17 maj 1980 som senator för Maine, efter att Edmund Muskie hade blivit USA:s utrikesminister. Mitchell valdes 1982 till en hel mandatperiod, omvaldes 1988 och kandiderade inte till omval i 1994 års kongressval.
USA:s president Bill Clinton erbjöd honom 1994 en utnämning till USA:s högsta domstol men Mitchell tackade nej. Följande år tackade han ja till att bli USA:s speciella sändebud för Nordirland. Mitchell ledde förhandlingarna som ledde till Långfredagsavtalet mellan Storbritanniens och Irlands regeringar och för partier i Nordirland.
2006 och 2007 ledde han en utredning om förekomsten av dopning i den amerikanska proffsligan i baseboll, MLB. Resultatet publicerades i form av den så kallade Mitchellrapporten i december 2007 vilket bland annat fick till följd att både testning och bestraffning skärptes inom ligan.